# Дуги предудар
Дуги предудар (енгл. appoggiatura) је украс који се среће у музици барока и ране класике (XVIII век), закључно са Моцартом. То је наглашени тон, записан ситним нотним знаком (увек са нотном цртом навише!). Изводи се у трајању половине вредности следеће главне ноте. Значи, следећој ноти одузима половину њеног трајања, што илуструју следећи нотни примери:
- =  То овако звучи: Playⓘ
- =  То овако звучи: Playⓘ
- =  То овако звучи: Playⓘ.

После Моцарта, уместо дугог предудара пише се одговарајућа нотна вредност. 